# Voljavica
Voljavica (cyr. Вољавица) – wieś w Bośni i Hercegowinie, w Republice Serbskiej, w gminie Bratunac. W 2013 roku liczyła 273 mieszkańców.